# Piibe
Koordinaten: 58° 56′ N, 26° 11′ O

Der deutschbaltische Naturforscher Karl Ernst von Baer

Piibe (deutsch Piep) ist ein Dorf (estnisch küla) in der estnischen Landgemeinde Väike-Maarja (bis 2017 Rakke) im Kreis Lääne-Viru. Es hat 64 Einwohner (Stand 2007). Piibe liegt etwa 37 Kilometer nordnordöstlich der Stadt Rakvere (Wesenberg). Das Dorf wurde erstmals 1282 erwähnt.

## Gut Piibe
Das Rittergut von Piibe wurde 1663 als Abspaltung des Guts von Liigvalla (Löwenwolde) gegründet. Ab 1772 (oder 1757) stand das Gut im Eigentum der adligen Familie von Baer. In Piibe wurde Magnus Johann von Baer (1765–1825) geboren, der von 1815 bis 1818 Ritterschaftshauptmann der Estländischen Ritterschaft war.
Bekanntester Bewohner des Ortes war sein Sohn, der deutschbaltische Naturforscher Karl Ernst von Baer. Der Begründer der Embryologie wurde 1792 in Piibe geboren. Von 1834 bis 1866 war er Besitzer des Guts Piibe. Das Gut wurde 1919 im Zuge der estnischen Landreform enteignet.
Das ehemalige Herrenhaus aus Holz wurde Ende der 1920er Jahre abgerissen. Erhalten geblieben sind noch einige Nebengebäude, unter anderem das Verwalterhaus mit seiner rosafarbenen Fassade. 1960 wurde im Hof des ehemaligen Guts ein Gedenkstein für Karl Ernst von Baer eingeweiht. 1976 wurde der abwechslungsreiche Park mit seinem Teich umfassend saniert.
Nach dem Gut Piibe ist eine früher sehr wichtige Straßenverbindung zwischen Tallinn (Reval) und Tartu (Dorpat) benannt, der sogenannte „Piibe maantee“ (Piepsche Landstraße).